# Fiat Fiorino
Fiat Fiorino — небольшие фургончики и пикапы, выпускающиеся компанией Fiat с 1977 года. Название идет от номинала старинной итальянской монеты «флорин».

## Первое поколение
Первое поколение Fiat Fiorino основано на Fiat 127 (Series 2) с грузовым кузовом «каблуком» 1,3 м высотой. Такой дизайн был позже подхвачен другими европейскими производителями. Производство началось в начале ноября 1977 года, а в 1980 внешний вид был обновлен. На автомобиль устанавливались двигатели от Fiat 127. Автомобили собирались на заводах в Минас-Жерайс, Бразилии и в Кордове, Аргентина. Версия в кузове пикап называлась в Бразилии Fiat 147 City.

### Версия для Испании

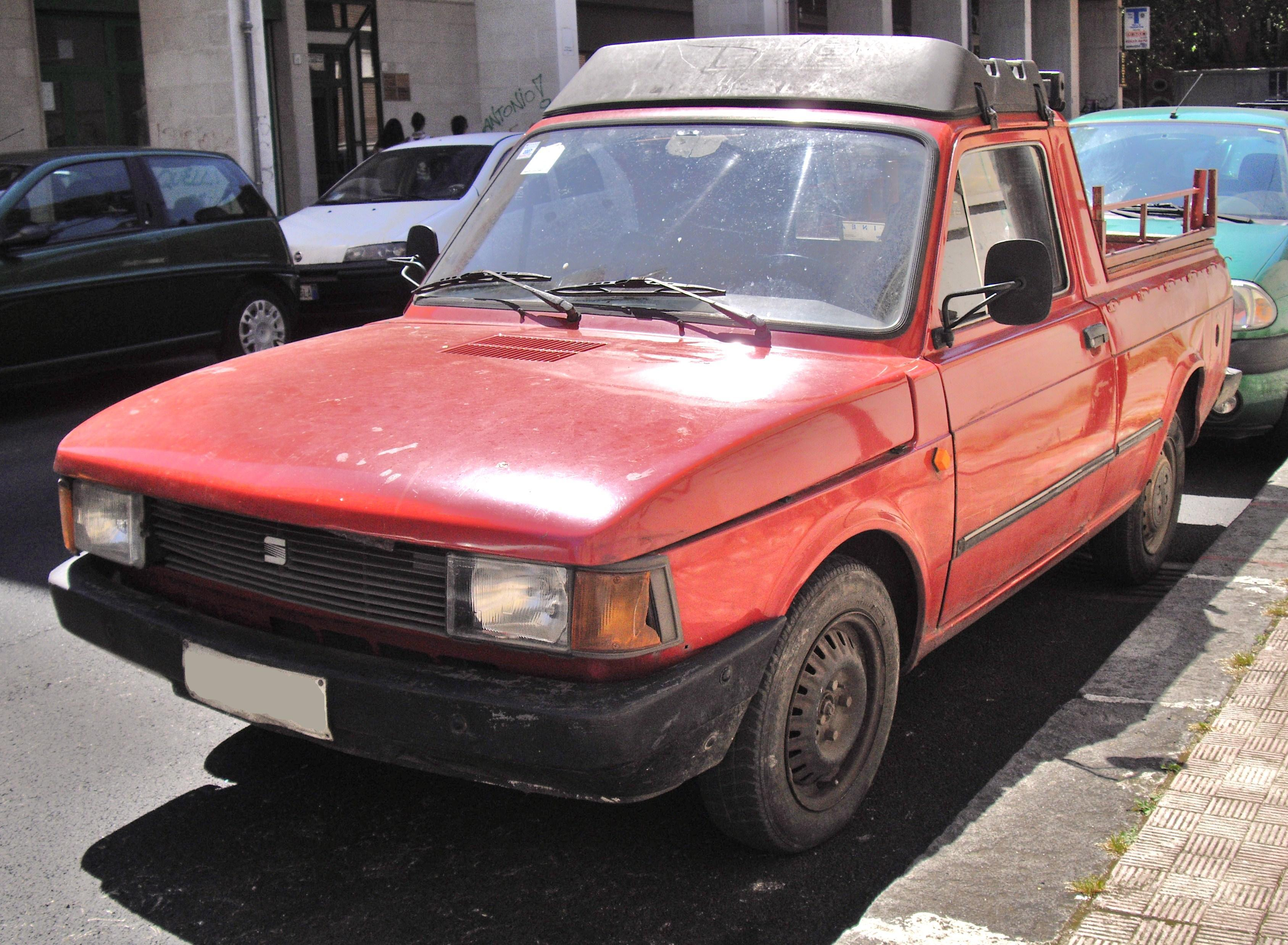
пикап SEAT Fiorino

В Испании модель Fiorino выпускалась компанией SEAT на совместном предприятии с Fiat: Испанская версия получила имя Emelba 127 Poker и выпускалась также в вариантах закрытого кузова и кузова пикап. Позже модель 127 Poker была переименована в SEAT Fiorino. На автомобиль ставились двигатели от SEAT 127, автомобили собирались на заводе в Барселоне. Производство модели закончилось в 1986, на смену пришла модель SEAT Terra.

### Двигатели
| Модель             | Тип двигателя        | Объем     | Мощность | Крутящий момент |
| ------------------ | -------------------- | --------- | -------- | --------------- |
| 0.9 8V бензиновый  | Рядный 4-цилиндровый | 899 см³.  | 44 л. с. | 64 Н·м          |
| 1.05 8V бензиновый | Рядный 4-цилиндровый | 1050 см³. | 49 л. с. | 77 Н·м          |
| 1.3 8V дизельный   | Рядный 4-цилиндровый | 1301 см³. | 44 л. с. | 103 Н·м         |

## Второе поколение

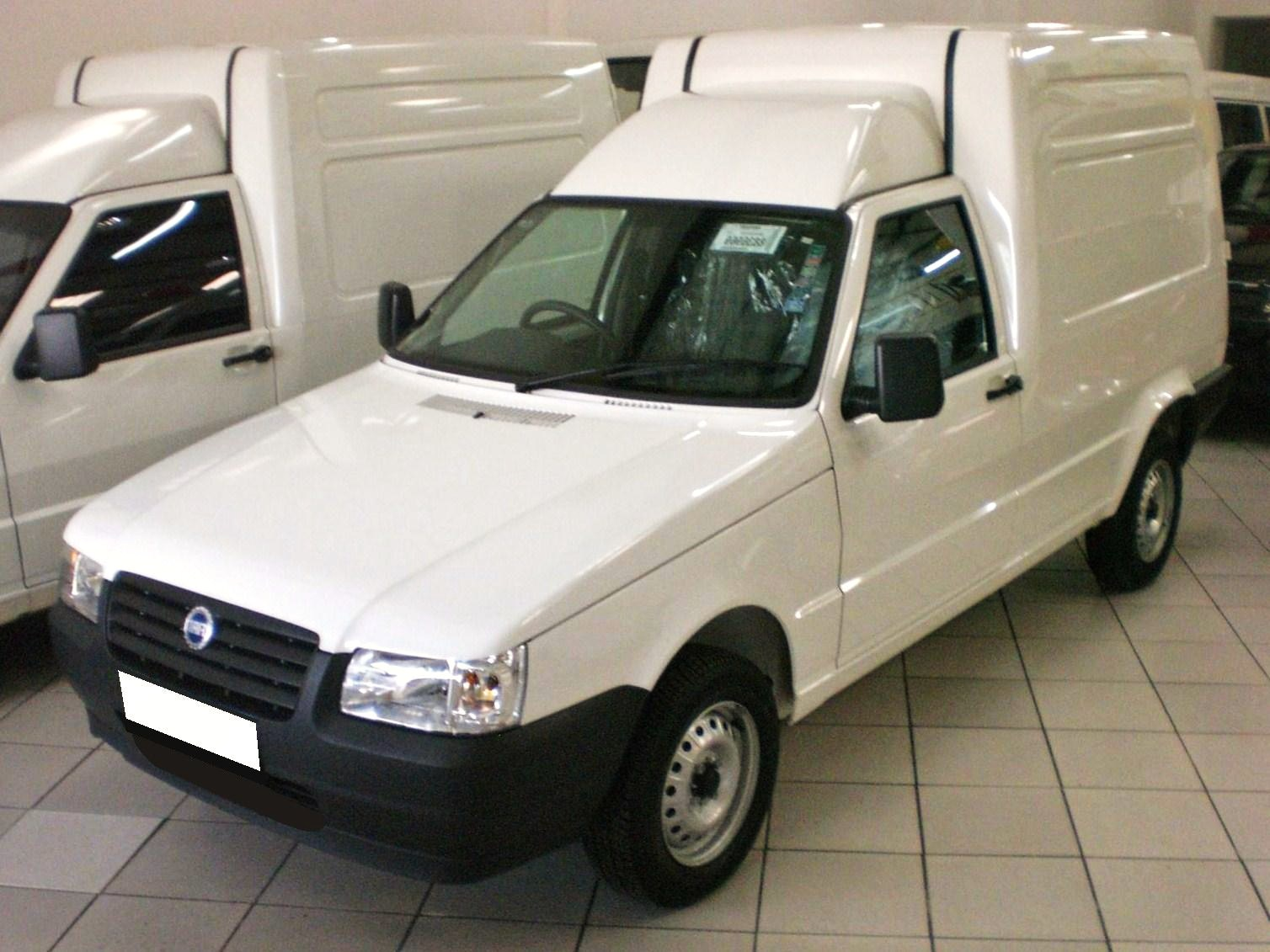
2008 Fiat Fiorino версия для Бразилии

В 1984 году была разработана новая версия Fiat Fiorino, основанная на бразильском варианте Fiat Uno. Второе поколение автомобиля также выпускалась в вариантах с закрытым кузовам и пикап. В Европе сборка осуществлялась на заводе в Болонье с 1988 по 2000 год. Произведено более 250 000 автомобилей.
В 1992 году появилась рестайлинговая версия Fiorino, основанная на стиле Fiat Tipo и получившая новую платформу, новый салон и более экономичный двигатель. Еще один (и последний) рестайлинг для европейской серии автомобилей был проведен в 1997.
В 1994 году в Южной Америке Fiat разработал новую платформу для Fiat Mille (экономичный вариант европейского варианта Fiat Uno) и с 1994 года на этой платформе стали выпускать и Fiat Fiorino. Производство продолжается и по сей день. В Южной Америке продано более 1 000 000 автомобилей этой модели. В 2004 году для модели был проведен рестайлинг в стиле Fiat Doblò. В 2009 автомобили стали выпускаться с новым логотипом (красный фон) Fiat.
Модель Fiorino была первой для компании Fiat, которую решили выпускать по лицензии в Китае. Автомобиль начали выпускать в 1996 году и закончили в конце 2001, когда появились модели Palio и Siena.

### Двигатели
На автомобиль устанавливались двигатели производства Fiat:
- 1.0L 8 клапанов (Южная Америка)
- 1.2L 8 клапанов, Fire
- 1.4L 8 клапанов
- 1.5L 8 клапанов (Южная Америка)
- 1.7L 8 клапанов, дизельный и турбодизельный

## Третье поколение
Третье поколение Fiat Fiorino (серия 225) было представлено летом 2007 года и поступило в продажу в начале 2008. Автомобиль был разработан совместно Fiat, PSA Peugeot Citroën и Tofaş и основан на платформе Fiat Grande Punto и отличается увеличенной до 2513 мм колесной базой. Также выпускается под названиями Citroën Nemo и Peugeot Bipper.
Для автозавода Tofaş это был огромный шаг вперед, так как большая часть разработки модели была сделана там. Автомобиль собирается на заводе в Бурсе, Турция.
Fiat в марте 2008 года также запустил производство пассажирского варианта под названием Fiat Qubo. (см. ниже)

### Двигатели
| Модель                                  | Тип двигателя        | Объем        | Мощность                 | Момент                  | Максимальная скорость |
| --------------------------------------- | -------------------- | ------------ | ------------------------ | ----------------------- | --------------------- |
| 1.4 8V PSA TU3 бензиновый               | рядный 4-цилиндровый | 1360 куб см. | 72 л. с. при 5200 об/мин | 118 Н·м при 2600 об/мин | 157 км/ч              |
| 1.4 8V «Fire» сжиженный газ             | рядный 4-цилиндровый | 1368 см³.    | 76 л. с. при 6000 об/мин | 115 Н·м при 3000 об/мин | 149 км/ч              |
| 1.3 16V дизельный, многоточечный впрыск | рядный 4-цилиндровый | 1242 см³.    | 74 л. с. при 4000 об/мин | 190 Н·м при 1750 об/мин | 157 км/ч              |

### Fiat Qubo

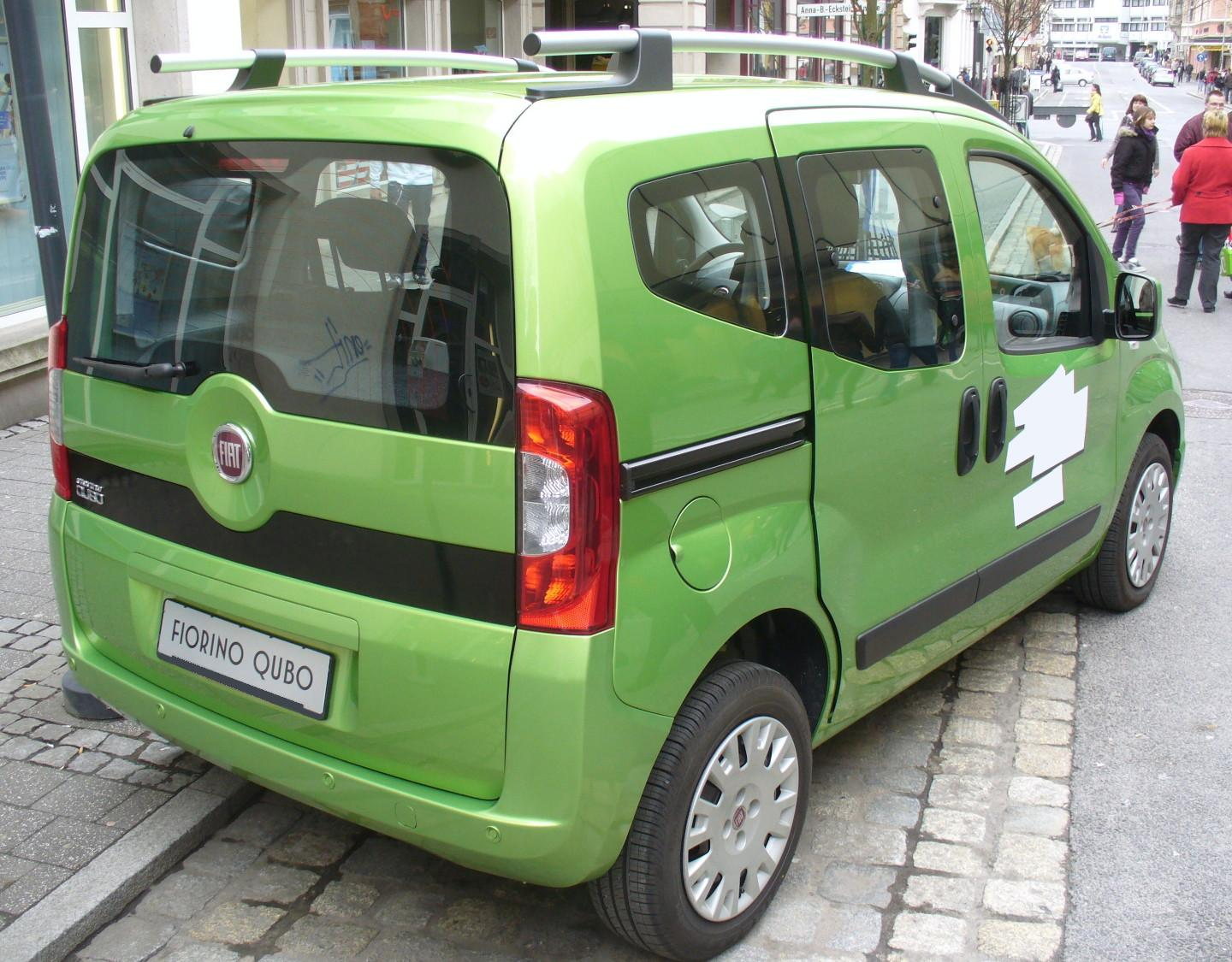
Fiat Qubo

В июне 2008 года была представлена производная пассажирская модель (компактвэн) от Fiorino — Fiat Qubo. Эта версия рассчитана на перевозку 5 человек и оснащается двигателями: например 1.3 л, дизельный с многоточечным впрыском (74 л. с.) или 1.4 л, бензиновый (72 л. с.). Коробка передач поставляется либо 5-ступенчатая механическая, либо 6-ступенчатый автомат.

### Версия для Бразилии
В 2013 году был показан новый Fiorino для бразильского рынка. Модель отличается от европейской версии тем, что она сделана на базе второго поколения Uno. В Бразилии и других странах Латинской Америки новый Fiorino пришёл на смену модели 1994 года.